# Chrysogorgia intermedia
Chrysogorgia intermedia is een zachte koraalsoort uit de familie Chrysogorgiidae. De koraalsoort komt uit het geslacht Chrysogorgia. Chrysogorgia intermedia werd in 1902 voor het eerst wetenschappelijk beschreven door Versluys.